# Ejpovické útesy
Ejpovické útesy jsou přírodní památka v katastrálních územích Dýšina v okrese Plzeň-město a Ejpovice v okrese Rokycany, zhruba jeden kilometr severně Ejpovic. Lokalitu spravuje Krajský úřad Plzeňského kraje.

## Předmět ochrany

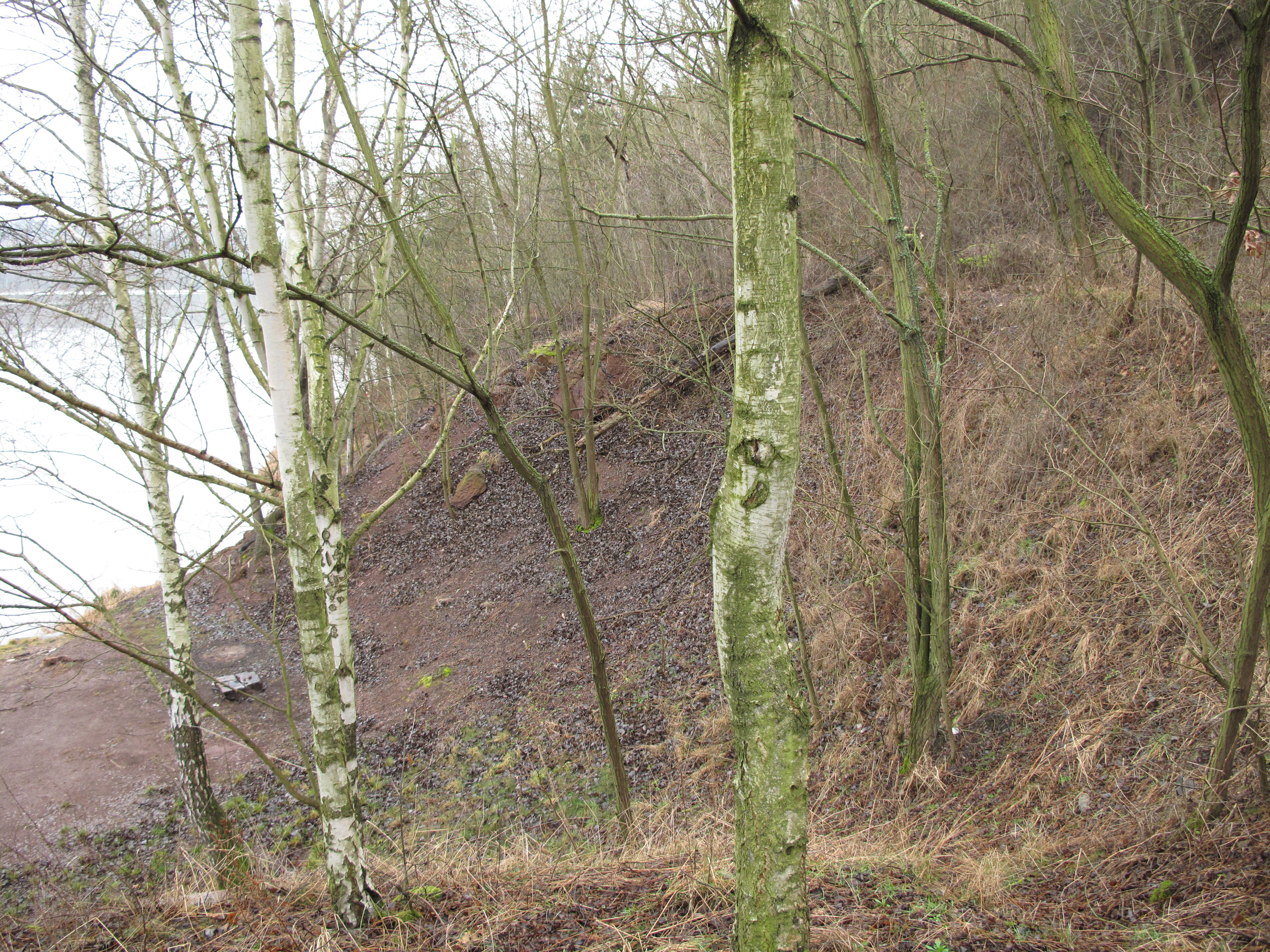
Stěna lomu nad vodní nádrží

Důvodem ochrany je světově nejstarší lokalita autochtonního výskytu spodnoordovické fauny v zatopeném lomu vodní nádrže Ejpovice.

## Charakteristika lokality
Chráněné území tvoří silicitové (buližníkové) těleso, které bylo odkryto v severní stěně bývalého železnorudného lomu. Toto těleso představuje skalní útes na břehu spodnoordovického moře. Na tomto útesu kromě abrazních jevů, způsobených mořským příbojem, byly zachovány i původní organismy, které zde žily v období starších prvohor. Zmíněné organismy se zde vyskytují v podobě povlaků na částech příbřežního skalního srubu či na kamenech v okolí. Nejčastěji zde lze nalézt druh Berenicea vetera, významný je výskyt stromatolitů.

## Přístup
Přímo na chráněné území žádná turistická cesta nevede. Několik desítek metrů od bývalého lomu však mezi východním břehem nádrže a ejpovickými vodními tunely prochází žlutě značená turistická stezka z Klabavy do Ejpovic. Blíže k lomu pak vedou místní komunikace.